# 長屯駅
長屯駅（チャンドゥンえき）は朝鮮民主主義人民共和国黄海南道碧城郡に位置する朝鮮民主主義人民共和国鉄道省の駅である。